# Zollverein

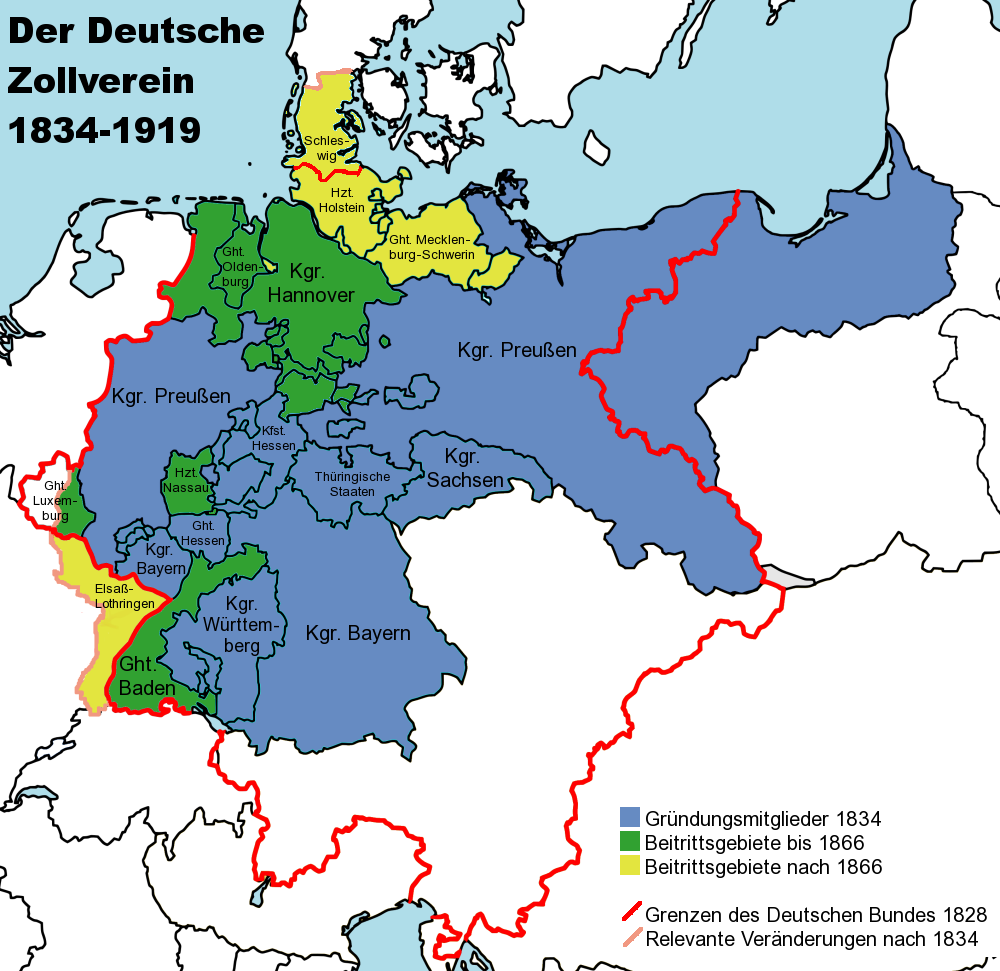
membres fondateurs
adhésion jusqu'en 1866
adhésion postérieure
- Confédération germanique en 1828
- Confédération germanique en 1834

Le Zollverein (Deutscher Zollverein de son nom complet, littéralement « union douanière allemande ») est une union douanière et commerciale entre États allemands dont l'acte fondateur est signé le 22 mars 1833 et qui entre en fonction le 1er janvier 1834.
Dominée par le royaume de Prusse, elle remplace les unions douanières Prusse-Hesse (de), sud-allemande (de) et l'union commerciale de l'Allemagne centrale (de). Les membres fondateurs sont, outre la Prusse : le Landgraviat de Hesse-Cassel, le royaume de Bavière, le royaume de Wurtemberg, le royaume de Saxe et l'ensemble des États constituant la Thuringe. Jusqu'en 1836, les États du grand-duché de Bade, le duché de Nassau et Francfort-sur-le-Main rejoignent l'union. En 1842, le Luxembourg, le duché de Brunswick et la principauté de Lippe la rejoignent à leur tour, suivis en 1854 par le royaume de Hanovre et le grand-duché d'Oldenbourg. L'union recouvre donc à la veille de la fondation de la confédération de l'Allemagne du Nord (1867) un territoire d'environ 425 000 km2.
Les buts du Zollverein sont la création d'un marché intérieur unique et l'harmonisation des règles fiscales et économiques. Au niveau politique, elle place la Prusse au centre de l'échiquier allemand et conduit à l'adoption de la solution petite-allemande lors de l'unification allemande. Après la fondation de l'Empire allemand en 1871, les fonctions de l'union lui sont transférées. Bien que n'appartenant pas au nouvel État, le grand-duché de Luxembourg, réduit depuis 1839 à sa superficie actuelle, fait partie de l'espace douanier allemand de 1842 au lendemain de la Première Guerre mondiale. L'Alsace-Moselle annexée se retrouva également dans le Zollverein de 1871 à 1918. 

## Fondation

### Contexte

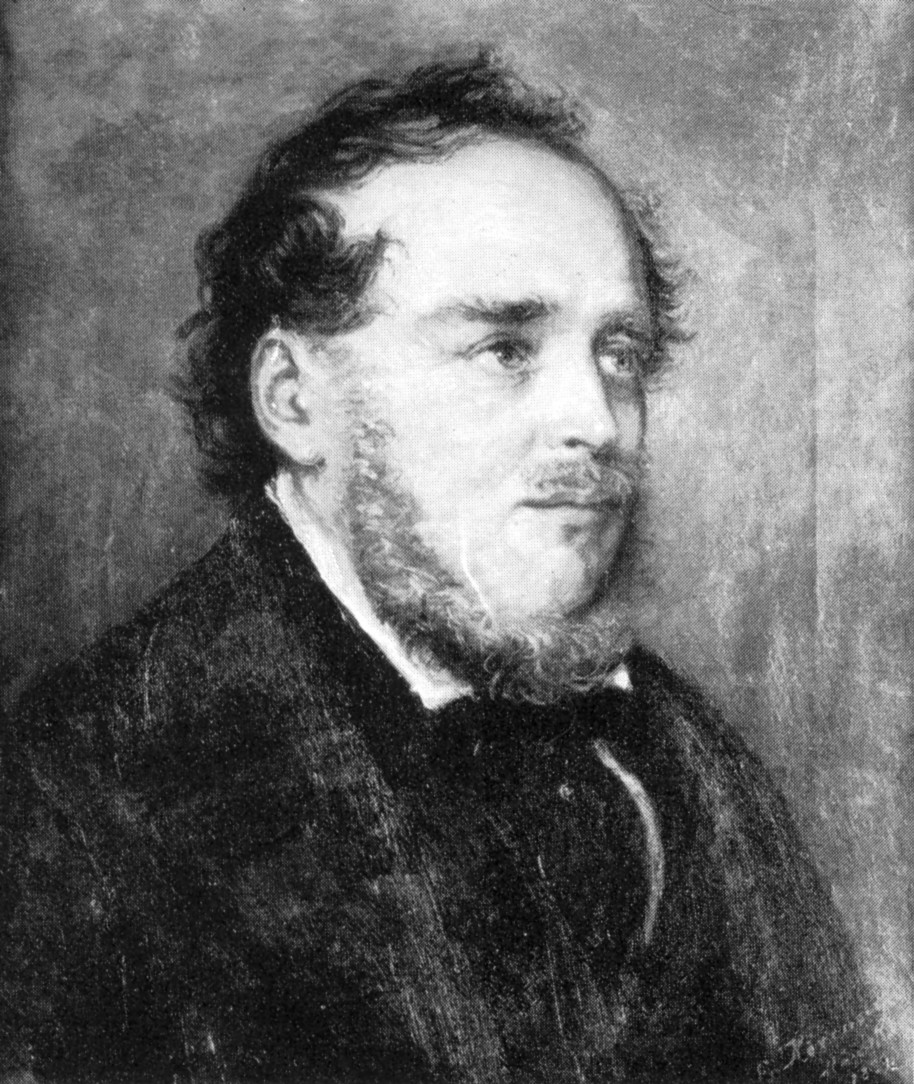
Friedrich List, Peinture de Caroline Hövemeyer en 1839

Durant la période du Saint-Empire romain germanique les États allemands sont très nombreux et leurs territoires éclatés, ainsi en 1790 pas moins de 1 800 frontières douanières existent. Dans le seul royaume de Prusse pas moins de 67 tarifs douaniers différents sont en application au début du XIXe siècle. Par exemple entre Königsberg et Cologne 80 contrôles douaniers sont effectués.
La période napoléonienne apporte avec elle son lot de modernisations, tout particulièrement dans la confédération du Rhin où un marché unique est mis en place en 1800 à l'intérieur de ses frontières. En Bavière, la législation en vigueur entre 1799 et 1808 unifie l'ensemble de son territoire sous un seul tarif qui est le plus libéral de l'époque. Cet exemple est suivi en 1810 par le royaume de Wurtemberg et en 1811 par le grand-duché de Bade. Ces politiques visent à la fois à l'intégration économique et sociale des nouveaux territoires, Napoléon ayant réorganisé l'Allemagne, mais aussi et surtout à augmenter les recettes des États en question. Un quelconque progressisme n'a que peu de place dans ces décisions. En l'absence d'impôt sur le revenu, les recettes étatiques sont principalement constituées des droits d'accise et des taxes douanières. Il est donc impératif pour les États de garantir l'encaissement de ces dernières et si possible de les augmenter,. Quelques voix réclament déjà à l'époque le libre-échange à l'intérieur de l'Allemagne associé à une barrière douanière avec l'extérieur. Parmi eux Joseph Görres ou Heinrich Friedrich Karl vom Stein.
Contrairement à ce qui est prévu dans son acte fondateur de 1815, la Confédération germanique n'unifie finalement pas les questions douanières et les règles économiques dans ses frontières. L'article 19 prévoit uniquement que les questions du commerce et de liberté de transport doivent être traitées par la suite,. Des négociations sont certes entamées en 1819 et 1820 pour l'unification des zones douanières mais elles échouent.
Les questions douanières ne sont dès lors plus décidées au niveau de la confédération mais directement entre États. Si les nombreuses barrières douanières entravent le développement industriel et le commerce, c'est de l'extérieur que viennent les pressions pour une nouvelle politique douanière. La fin du blocus continental fait réapparaître subitement la concurrence des industries britanniques face à l'artisanat allemand. L'association pour l'artisanat et le commerce dans l'Allemagne entière (de) est créé pour exiger la mise en place de barrières douanières pour limiter les importations britanniques. Son meneur est l'économiste Friedrich List. Il craint sinon que l'économie allemande ne devienne dominée par l'économie britannique. À la manière de ce qu'écrit Karl Friedrich Nebenius (de) en 1819, List exige dans une pétition largement distribuée la fin des barrières de douanes intérieures qu'il trouve à la fois gênantes et pénalisantes pour le commerce et le transport en Allemagne et invivables pour les personnes vivant à une frontière.
List poursuit des objectifs économiques, mais aussi politiques. Selon lui, un espace douanier unifié doit conduire à la formation d'État-nation en lieu et place de la Confédération germanique. L'initiative n'a qu'un faible succès, mais elle encourage les vues des libéraux et influence indirectement les mesures étatiques dans le sud de l'Allemagne ainsi que les négociations qui ont lieu pour la mise en place d'une union douanière,.

### Modernisation du système douanier
Dans le processus de modernisation du système douanier la Prusse joue un rôle prépondérant. Elle a hérité des réformes mises en place en Westphalie par Napoléon, avec notamment l'absence de droit de douane à l'intérieur de ce territoire. La politique douanière qui y est en vigueur sert de modèle pour celle que met alors en place la Prusse dans le reste de ses terres. Le ministre des finances de Westphalie jusqu'en 1811, le comte von Bülow, sert à partir de 1813 le nouveau pouvoir dans ce sens. Par ailleurs, tout comme dans les États du sud, le besoin d'intégrer les territoires nouvellement acquis se fait particulièrement sentir et oblige à réformer le système douanier.
Les États du sud et la Prusse ont un intérêt à mettre fin aux barrières douanières qui ont cours dans les petits et nombreux États. Dans la période qui suit directement le congrès de Vienne le contraste  est particulièrement marqué entre les territoires prussiens de l'ouest, la Rhénanie et la Westphalie très développés et ceux de l'Est essentiellement agricoles. Il convient de combler ce fossé aussi bien sur le plan administratif que politique. La politique douanière est un des leviers qui doit permettre d'y parvenir. La loi de 1818 en Prusse abolit les barrières internes au royaume et met en place une barrière avec l'extérieur assez modérée. Le transit est quant à lui fortement taxé. Cette loi permet de contenter les grands propriétaires terriens favorables à des échanges plus libres et les artisans qui veulent être protégés de la concurrence étrangère. Par ailleurs cette loi a le mérite de la simplicité et de l'efficacité, l'origine des personnes transitant ne fait pas de différence quant aux tarifs appliqués ce qui n'était pas le cas auparavant. Les aliments de base et les matières premières sont exemptés de taxe de douane. Les biens issus de l'artisanat, à l'exception du textile, sont eux modérément taxés. Les taxes sont par contre élevées pour l'épicerie fine et les denrées de luxe.
Le système douanier prussien sert donc de modèle pour les autres pendant les 50 années suivantes. À quelques amendements près, il reste inchangé jusque l'apparition de l'Empire allemand. Encore en 1871, les trois quarts des recettes proviennent des boissons, de l'épicerie fine, comme le café ou les produits coloniaux, du tabac et des denrées de luxe. Dans l'ensemble les tarifs douaniers prussiens sont plus élevés que ceux des petits États allemands mais restent inférieurs à ceux autrichiens, français ou russes,,.
Ces nouvelles règles accroissent la pression douanière sur les petits États voisins qui sont parfois compléments enclavés. Les taxes de transit élevées les incitent à considérer une intégration au système douanier prussien. Le premier à franchir le pas est le Schwarzbourg-Sondershausen. D'autres suivent aussitôt. Les États restants protestent contre cette concurrence déloyale à leur encontre. Ils considèrent que l'action de la Prusse est dirigée contre eux et ne sert que ses intérêts. Les États au-delà du Main et dans le nord de l'Allemagne cherchent à s'unir douanièrement pour se défendre contre la politique prussienne.

### Formation de différentes unions douanières concurrentes

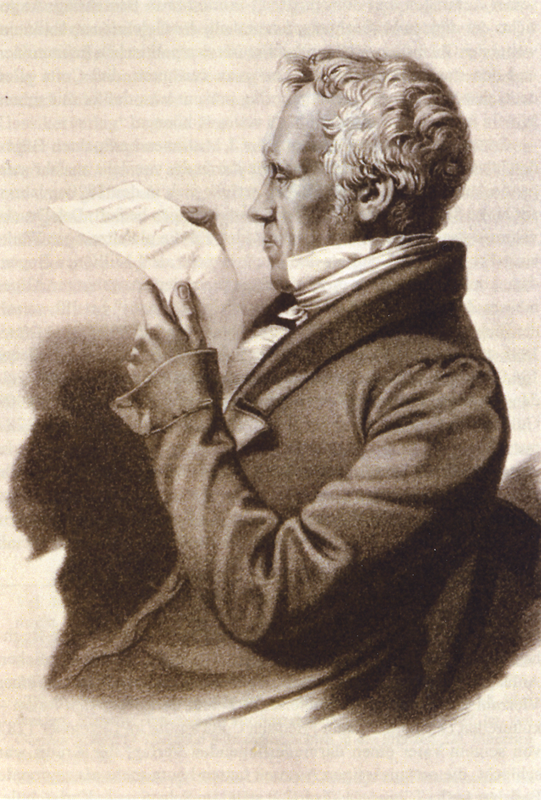
Johann Friedrich Cotta joue un rôle déterminant dans la formation de l'union des États du sud de l'Allemagne, puis dans la fusion de celle-ci avec l'union Prusse-Hesse

Dès 1820, le Wurtemberg prévoit de fonder une union douanière constituée des États de la « troisième Allemagne », c'est-à-dire les États allemands autres que la Prusse et l'Autriche. Cette initiative échoue à cause des intérêts divergents des différents membres potentiels.
D'un côté le pays de Bade avec ses longues frontières et ses bonnes infrastructures adaptées au transit des marchandises est partisan du libre-échange, tandis que le gouvernement bavarois réclame une barrière douanière avec l'extérieur.
Le seul résultat de ces négociations est un contrat commercial de courte durée entre le grand-duché de Bade et Hesse-Darmstadt.
De nouvelles négociations ont lieu en 1825 à Stuttgart et conduisent à la formation de l'union douanière du sud de l'Allemagne entre la Bavière et le Wurtemberg.
En réaction à ces deux unions douanières (prussienne et sud-allemande), Hanovre, Saxe, Hesse-Cassel, Nassau, Brême, Brunswick et Francfort forment en 1828 l'union commerciale d'Allemagne centrale. Cette fondation est soutenue par les autres puissances étrangères que sont la France, la Grande-Bretagne, l'Autriche et les Pays-Bas.
Cette union est une union défensive pour la préservation du statu quo et n'est donc pas une véritable union douanière. Ses membres ne doivent pas entrer dans l'union douanière prussienne. 
Le gouvernement prussien cherche à attirer de nouveaux membres dans son union douanière au moyen de pressions ou de cadeaux financiers. Le ministre des finances prussien Friedrich von Motz et son successeur Karl Georg Maaßen sont les principaux acteurs de cette tentative qui vise à la fois les États encore indépendants en la matière mais également ceux faisant déjà partie d'une union.
Leur premier succès est l'entrée, à la surprise générale, du Hesse-Darmstadt, également courtisé par l'union sud-allemande, en 1828. Cela conduit dès 1829 à un effritement de l'union commerciale d'Allemagne centrale, avec le départ du Hesse-Cassel.
Pour des raisons financières les États du sud et de l'ouest se montrent moins réticents à un rapprochement avec le système prussien.
L'union sud-allemande n'a en effet pas rempli les objectifs qui lui étaient fixés, plus de 40 % des recettes sont consommées par ses frais de fonctionnement administratif,.
Ainsi alors que dans l'union douanière prussienne les taxes rapportent 24 sous par habitant, l'union sud-allemande en rapporte seulement 9,5.
En 1829, un contrat entre la Prusse et les États sud-allemands est signé sous l'impulsion de Johann Friedrich Cotta, marquant un rapprochement entre les deux unions douanières.
Il prévoit l'exemption de droit de douane pour le commerce intérieur. 
La révolution de Juillet en 1830 augmente la pression autour de la politique douanière en faveur de plus de libéralisme. 
À l'époque le royaume de Hanovre tente encore d'empêcher la suprématie prussienne sur le domaine douanier en faisant entrer les institutions de la Confédération germanique dans les négociations.
Ceci échouant, il décide de former sa propre union : l'« association des taxes ».
Durant cette période de négociations, la Prusse gagne à sa cause la plupart des autres États de la confédération. 
Alors qu'elles progressent, notamment avec le grand-duché de Bade, l'union douanière sud-allemande et l'union douanière prussienne fusionnent officiellement le 22 mars 1833.
La Saxe et les États de Thuringe rejoignent la nouvelle union la même année. Le 1er janvier 1834, la Zollverein entre en fonction, le traité doit être renouvelé tous les sept ans.
Dans les années qui suivent, Bade, Nassau, Oldenbourg, Francfort et le Luxembourg intègrent la nouvelle union,.
Hanovre et Brunswick, tous deux membres de l'association des taxes, suivent après la dissolution de ce précédent organe dans les années 1850.
Cet espace de libre-échange au centre le l'Europe englobe tout d'abord 25 millions d'habitants en 1842 puis 30,,,.
| Membres du Zollverein en 1854 | Membres du Zollverein en 1854 | Membres du Zollverein en 1854 |
| États                         | Année d'entrée                | Micro-états |
| ----------------------------- | ----------------------------- | --- |
| Prusse                        | 1834                          | Anhalt-Bernbourg : ensemble du duché Anhalt-Dessau : ensemble du duché Anhalt-Köthen : ensemble du duché Waldeck Lippe-Detmold Saxe-Cobourg et Gotha : pour le bailliage de Volkenrode Hesse-Hombourg : pour le grand-bailliage de Meisenheim Odenbourg : pour la principauté de Birkenfeld |
| Hesse-Darmstadt               | 1834                          | – |
| Hesse-Cassel                  | 1834                          | – |
| Bavière                       | 1834                          | – |
| Wurtemberg                    | 1834                          | Hohenzollern-Hechingen : ensemble de la principauté Hohenzollern-Sigmaringen : ensemble de la principauté |
| Saxe                          | 1834                          | – |
| États de Thuringe             | 1834                          | Prusse : pour les cercles d'Erfurt (de), Schleusingen et Ziegenrück ainsi que les villages de Kischlitz et Mollschütz Bavière : pour Kaulsdorf Hesse-Cassel : pour le cercle de Schmalkalden Saxe-Weimar-Eisenach : le grand-duché, moins les bailliages d'Allstedt et Oldisleben, enclavés dans la Prusse, et le bailliage d'Ostheim, enclavé dans la Bavière Reuss-Gera : ensemble de la principauté Reuss-Greiz : ensemble de la principauté Reuss-Lobenstein et Ebersdorf : ensemble de la principauté Reuss-Schleiz : ensemble de la principauté Schwarzbourg-Rudolstadt : ensemble de la principauté Schwarzbourg-Sondershausen : ensemble de la principauté Saxe-Altenbourg : ensemble du duché Saxe-Cobourg et Gotha : – Saxe-Cobourg : le duché, moins le bailliage de Königsberg, enclavé dans la Bavière – Saxe-Gotha : le duché, moins le bailliage de Volkenrode, enclavé dans la Prusse Saxe-Meiningen : ensemble du duché |
| Hesse-Hombourg                | 1835                          | ensemble du landgraviat |
| Bade                          | 1835                          | – |
| Nassau                        | 1835                          | – |
| Francfort                     | 1836                          | – |
| Lippe-Detmold                 | 1841                          | – |
| Brunswick                     | 1841                          | – |
| Luxembourg                    | 1842                          | – |
| Hanovre                       | 1854                          | Schaumburg-Lippe |
| Oldenbourg                    | 1854                          | – |

Parmi les États de la confédération germanique restant en dehors de l'union on trouve : l'Autriche, le Liechtenstein, Holstein, Mecklenburg-Strelitz et Mecklenburg-Schwerin.
Ces deux derniers sont intégrés au Zollverein lors de l'unité allemande.
Les villes hanséatiques de Hambourg, Brême et Lübeck intègrent l'union douanière en 1888, sans entrer dans le domaine douanier allemand.
La guerre austro-prussienne de 1866 amène la nouvelle province prussienne de Schleswig-Holstein dans l'union. En 1871, l'Alsace-Lorraine est elle aussi incorporée.[réf. souhaitée]

## Fonctionnement

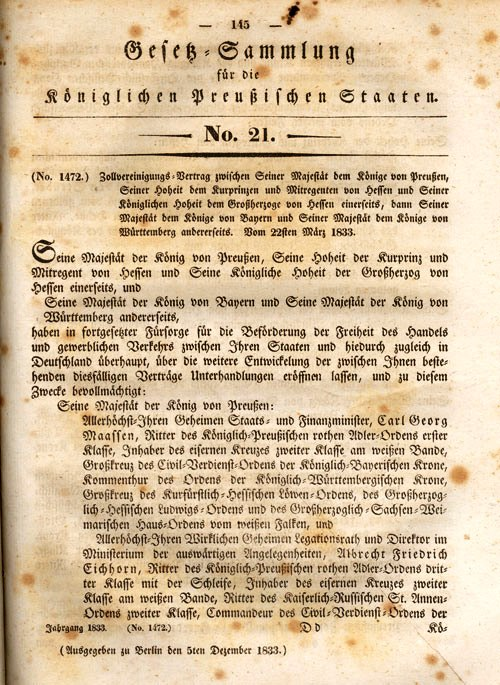
Loi prussienne publiant le traité entre l'union Hesse-Prusse et l'union douanière sud-allemande du 22 mars 1833

Afin de ménager les petits États, les négociations concernant l'administration de l'union tentent de préserver l'égalité entre États membres.
Le comité de direction de l'union est la « conférence de l'union douanière » dans laquelle les décisions doivent être prises à l'unanimité, autrement dit même les petits États ont un droit de véto.
La conférence siège une fois par an sur une période de quelques mois, au maximum 6. Le lieu de la réunion est changeant.
Les délégués envoyés par chaque État ont une obligation de présence. Chaque État a en principe une unique voix, mais la ville de Francfort ou les États de Thuringe délèguent leurs voix à d'autres États. En pratique la ville libre donne sa voix à Hesse-Nassau, les États de Thuringe les mutualisent dans l'« association douanière et commerciale des États de Thuringe ».
Le contrat fondateur de l'union est au départ conclu pour une période de 8 ans automatiquement reconductible. Durant son existence l'union ne se munit pas d'une administration centrale : chaque État administre soi-même son territoire en accord avec les décisions du Zollverein. 
Le seul organe centralisé est le « bureau central des factures » à Berlin qui est chargé de répartir les recettes entre les différents États membres en fonction de leur population et de la tenue des statistiques de l'union.
Les décisions de la conférence annuelle lient les membres et ne nécessitent pas de ratification ultérieure.
Ce comité parvient à régler les questions liées aux douanes entre les membres. Son action concernant les taxes sur la consommation, les monopoles d'État, la standardisation est par contre un succès tout relatif.
Concernant les taxes sur la consommation seule une partie des États rejoit le système prussien, par exemple la Saxe et les pays de Thuringe.
Cette disparité conduit à des problèmes administratifs dans l'union.
Pour rétablir un certain équilibre des compensations financières sont accordées, plus tard une taxe de transit unifiée est prélevée.
Les États possédant un monopole sur le sel ou les jeux de cartes interdisent les importations dans ces domaines. Par conséquent la contrebande de sel est un des problèmes persistants de l'union.
Ces monopoles constituent une exception à la libre circulation des biens et obligent la mise en place de contrôle douanier à l'intérieur de l'union. Pour la standardisation des poids l'union préconise l'alignement sur le système prussien ou bavarois pour les autres États.
La capacité à signer des traités commerciaux avec les autres pays est capitale. Certes la Bavière et le Wurtemberg se sont gardés la possibilité de signer de manière séparée de tels traités, toutefois ils n'en font que rarement usage.
En général les grandes lignes de ces traités sont discutées lors de la conférence annuelle, les détails de la négociation sont ensuite laissés à la Prusse, qui y associe parfois d'autres États membres.
Cette méthode donne beaucoup d'importance à la Prusse, mais les traités devant finalement être ratifiés par chaque autre État qui peut donc entraver le processus. Cela mène parfois à de sérieux conflits.
La question de la nature juridique de l'union douanière conduit dès le départ à des débats. Georg Jellinek, Gerhard Anschütz et d'autres juristes d'État sont d'avis différents : cela va du simple traité entre États à la formation d'une fédération entre les États.
Le seul point d'accord concerne le maintien de la souveraineté de chaque État, la formation d'un État fédéral est donc exclu. 
À cause de ses organes administratifs et de sa capacité à signer des traités internationaux en son propre nom, on ne peut considérer le Zollverein comme un simple traité, mais son rôle purement économique empêche également de parler d'une fédération. 
Aujourd'hui on parlerait d'une organisation internationale, une des premières avec la commission centrale pour la navigation du Rhin, mais ce terme n'existe pas à l'époque.[réf. souhaitée]

## Conflits et divergences d'intérêt
Les intérêts divergents des différents membres en matière de politique douanière conduisent à des tensions à l'intérieur de l'union. 
Le droit de véto de chaque membre ne simplifie pas les négociations, qui sont, de plus, parfois influencées par le contexte politique, sans que cela ait de réel lien avec les décisions.
La première prolongation du contrat en 1842 pose déjà problème : ce n'est qu'au bout de longues négociations qu'une prolongation de 12 ans est conclue.
En 1852, la Prusse mène des négociations secrètes avec le royaume de Hanovre afin d'obtenir son ralliement à l'union, malgré l'opposition de la Bavière et du Wurtemberg, encouragés en sous-main par l'Autriche. 
Parallèlement à cette action, l'Autriche tente au contraire de provoquer la dissolution de l'union en proposant la constitution d'une fédération douanière d'Europe centrale. Ce n'est que quand la Prusse résilie son contrat douanier qu'un consensus est trouvé. 
Une situation semblable apparaît 10 ans plus tard quand la Prusse signe avec la France un traité associé au traité franco-anglais de 1860 avec un nouvel ajustement en 1862.
Ce contrat de libre-échange fait baisser 161 tarifs douaniers. Bien que les États du sud aient participé aux négociations, ils refusent, soutenus en cela par l'Autriche, de ratifier le contrat. 
La fin du blocage et la mise en application de ce traité ont lieu 3 ans plus tard.
Le déblocage est provoqué par les menaces du nouveau ministre-président de Prusse Otto von Bismarck de sortir de l'union douanière.
Dans tous ces conflits, il faut remarquer la stabilité de l'institution. Même lors de la guerre austro-prussienne de 1866, qui voit s'affronter les différents membres de l'union, la Bavière, le Wurtemberg et le Hanovre continue à prélever les taxes de douanes et à les envoyer à Berlin.
Le gouvernement prussien continue de son côté de les redistribuer comme si de rien n'était aux autres membres.
Cette stabilité est en grande partie due aux avantages financiers qu'elle génère.

## Conséquences

### Conséquences économiques

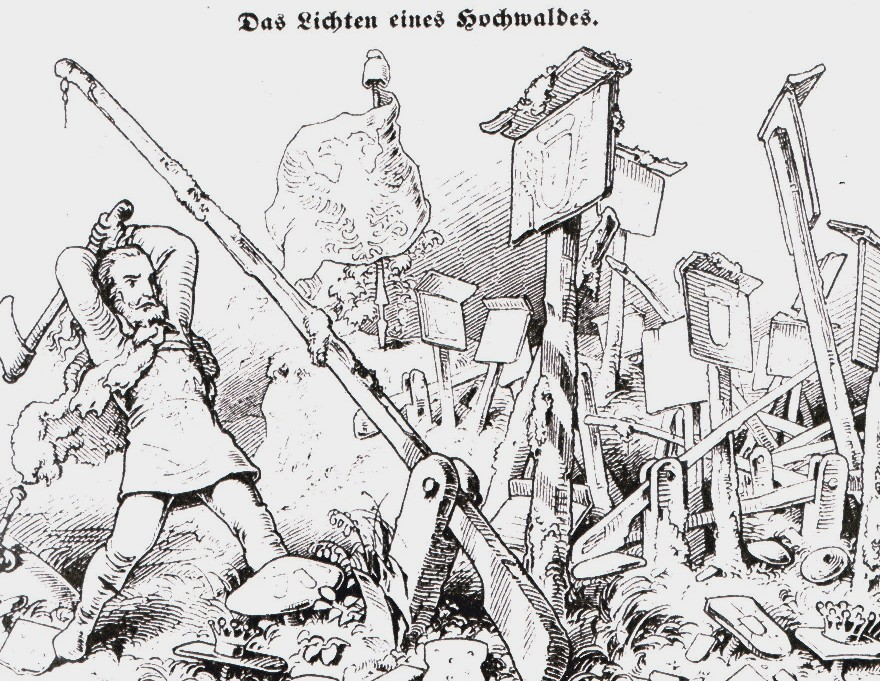
Dessin de l'époque contre les barrières douanières et les calculs d'épicier des petits États en Allemagne

#### Industrialisation
Selon ses contemporains, le Zollverein a surtout des effets positifs sur l'économie allemande. Les historiens ont longtemps débattu par la suite pour savoir si ce sont les nouvelles exigences nées avec l'industrie qui ont conduit à la formation de l'union douanière. 
Cette thèse a notamment été défendue par Friedrich List.
En Grande-Bretagne, des hommes politiques de premier plan comme Henry John Temple voient dans la mise en place du Zollverein un danger pour la position dominante de son pays sur les marchés industriels.
La croissance effrénée de l'industrie, de la production et de l'agriculture dans les années 1830 étaye cette théorie.
La fondation de l'union douanière n'est toutefois qu'une facette de la profonde transformation que subissent la société et l'économie allemande au XIXe siècle.
Car si elle simplifie le développement industriel, elle ne crée pas en elle-même d'impulsion pour la croissance du domaine. 
Les dernières recherches montrent que la mise en place des nouvelles barrières n'a pas conduit immédiatement à des changements dans les flux de marchandises ou dans les prix des importations et des exportations.
Dans le domaine de l'agriculture, c'est moins l'union douanière que des changements structurels à la fois lents et profonds qui provoque le décollage de la production.

#### Influences sur l'organisation économique

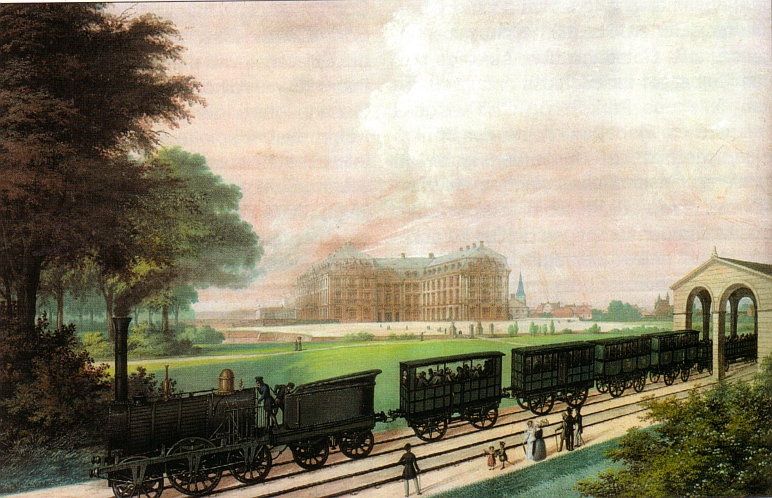
La politique douanière a beaucoup contribué au développement du rail et donc à l'essor de l'industrie en Allemagne. Ouverture de la ligne Bonn-Cologne en 1844, anonyme.

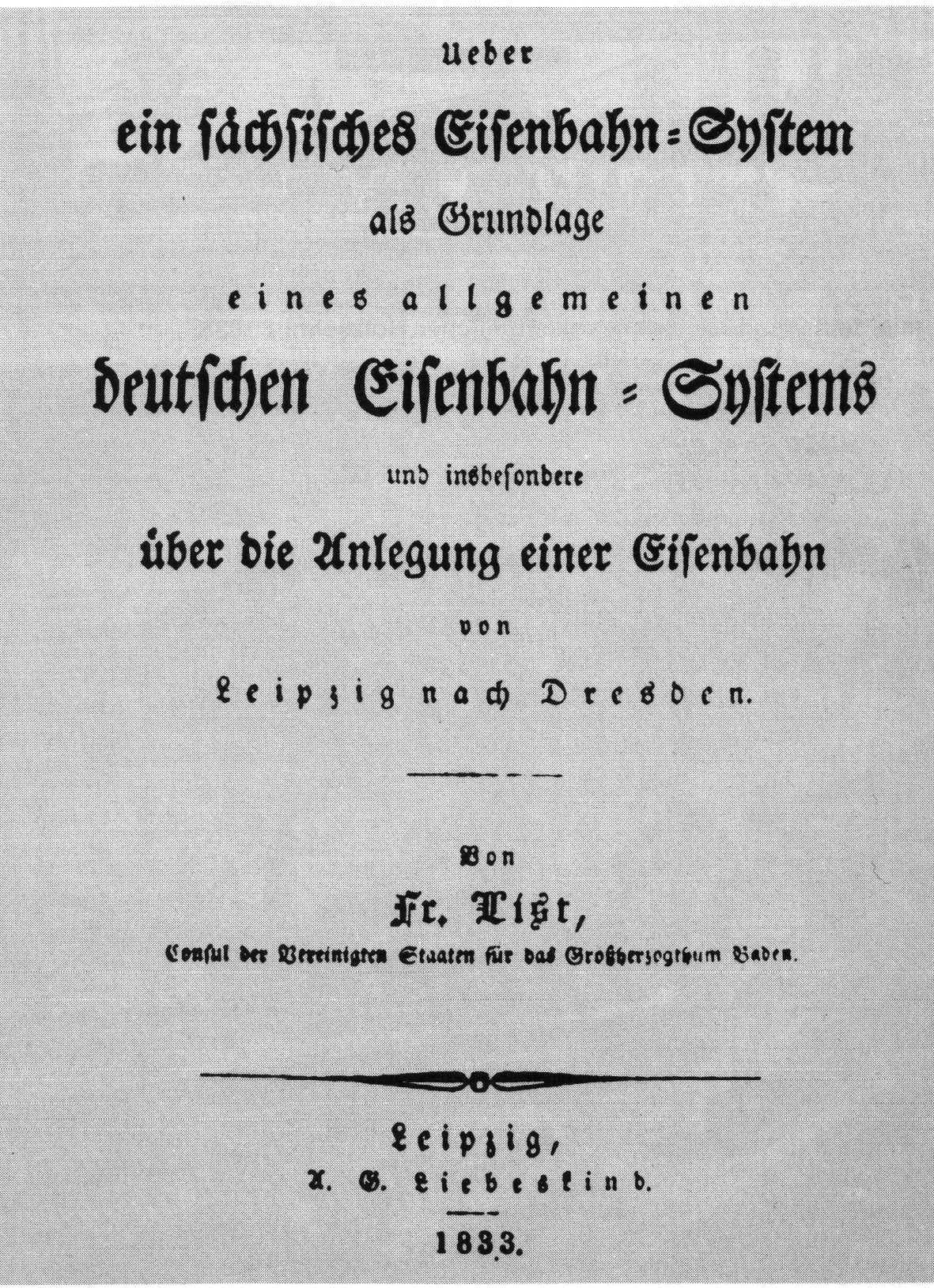
Livre de List pour le développement du réseau ferré en Allemagne et pour la construction d'une ligne entre Leipzig et Dresde en 1833

Le Zollverein a à moyen terme une influence considérable sur le développement industriel.
En premier lieu, les recettes qu'elle génère permettent à certains États d'investir afin de se moderniser et de construire des infrastructures.
Ainsi le Wurtemberg finance dans les années 1830 une réforme agraire et des plans d'aide à l'industrie principalement grâce aux revenus provenant de l'union.
L'union met également fin à la division de l'espace économique allemand qui est une des causes du retard économique par rapport à l'Angleterre notamment. Elle crée également une plus grande stabilité dans les rapports commerciaux, grâce à
l'usage répandu dans les États membres du code du commerce prussien. Cette pratique se développe après l'échec du parlement de Francfort de 1848 à en promulguer un au niveau national.
Ce n'est qu'en 1861 que le code du commerce général allemand fait son apparition.
Le traité commercial de 1862, conçu autour du principe de la « nation la plus favorisée », garantit aux petits États leur droit à avoir des relations commerciales avec les autres pays, qu'ils soient européens ou non, dans les cas par exemple des États-Unis ou du Japon.
Ce point n'est cependant sujet à controverse entre les États. Les problèmes liés au libre-échange sont plus complexes. Si la Prusse y est favorable, ce n'est pas le cas des États du sud qui réclament des barrières douanières pour protéger leurs industries textiles.
Le Zollverein n'applique pas dans la pratique la même politique à tous les produits, ainsi si pour certains le libre-échange domine, pour d'autres on peut parler de protectionnisme comme pour la production de sucre à partir de betteraves, le coton ou le fer,.
L'union permet de changer les mentalités en augmentant l'ambition des entrepreneurs qui deviennent prêts à investir au niveau national.
Ainsi en 1837, 87 % des importations en biens manufacturés dans le sud de l'Allemagne proviennent de Prusse et de Saxe.
La formation des premières unions douanières entre États allemands avant le Zollverein a déjà mené à une augmentation des investissements dans les infrastructures de transport.
À partir des années 1830, le rythme de construction des chemins de fer, très dépendant de la politique douanière, s'accélère. C'est également le cas pour les axes routiers et les voies fluviales. 
L'augmentation du volume des échanges qui accompagne le libre-échange rend la construction de nouvelles voies de chemin de fer nécessaire. 
En 1835 la première ligne allemande s'ouvre, elle est longue de 6 km, en 1865 l'ensemble du réseau est long de 14 690 km.
Cela accélère à son tour le développement des mines, de la sidérurgie et de l'industrie mécanique. 
Les coûts de transport baissent fortement, la sécurité d'approvisionnement s'améliore elle aussi permettant le transport de produits en grande quantité sans courir un risque économique important. 
Tous ces éléments favorisent le développement des grandes entreprises qui investissent toujours plus ce qui fait apparaître l'industrie moderne.
L'union douanière et les chemins de fer sont complémentaires, Friedrich List les décrit déjà dans les années 1830 comme des « frères siamois » de la modernisation de l'Allemagne.
La croissance économique permet de masquer les différences régionales, tous les États membres profitant de celle-ci. Certains dans les États du sud ont malgré tout peur d'une « colonisation interne »,.
La politique douanière a un effet positif sur le développement industriel, tout du moins dans les années 1840. 
Les barrières douanières modérées sur le fer et le textile n'empêchent ni les nécessaires transferts technologiques, ni les importations de produits semi-finis ou finis depuis la Grande-Bretagne, tout en orientant le choix des clients allemands vers les fournisseurs de l'espace économique,.
Cela a également des effets positifs sur le commerce extérieur des membres de l'union. Les exportations allemandes augmentent à partir des années 1820, la formation de l'union douanière amplifie ce phénomène.
La balance commerciale en profite dans les années 1830, avant de diminuer de nouveau avec la révolution industrielle, une augmentation importante des importations en biens manufacturés depuis les autres pays industrialisés s'opérant.

#### Harmonisation des unités de mesure et des monnaies

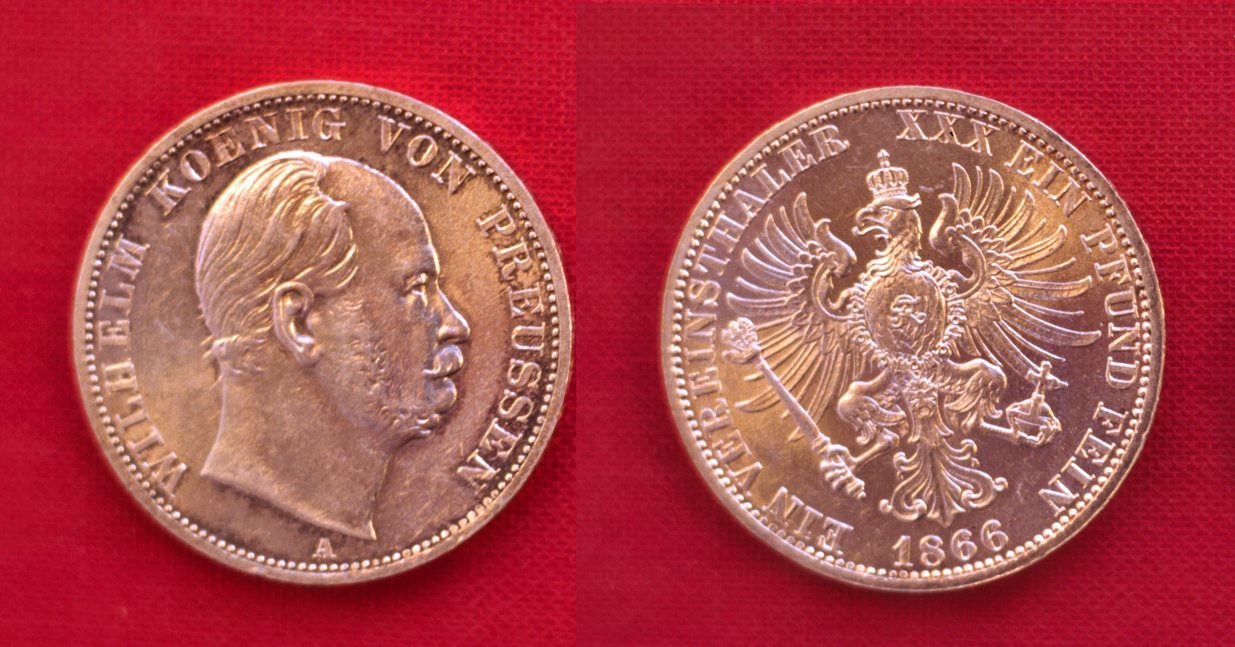
1 Vereinsthaler prussien de 1866

La levée des taxes de douanes étant unifiée dans l'union douanière, il devient nécessaire que les unités de mesure pour déterminer leurs montants s'harmonisent.

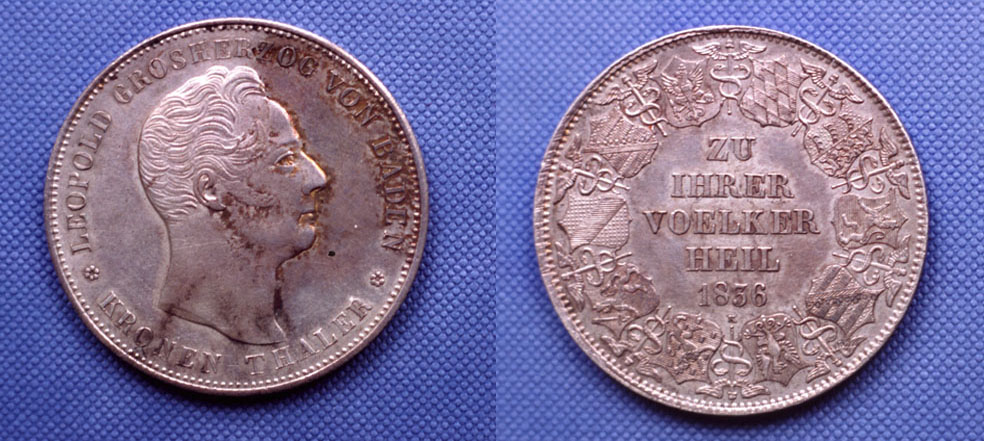
Krontaler du pays de Bade de 1836. Sur l'avers se trouvent les armoiries des différents États membres (dans le sens horaire) : Bavière, Wurtemberg, Hesse-Cassel, États de Thuringe, Francfort, Nassau, Hesse-Darmstadt, Bade, Saxe et Prusse

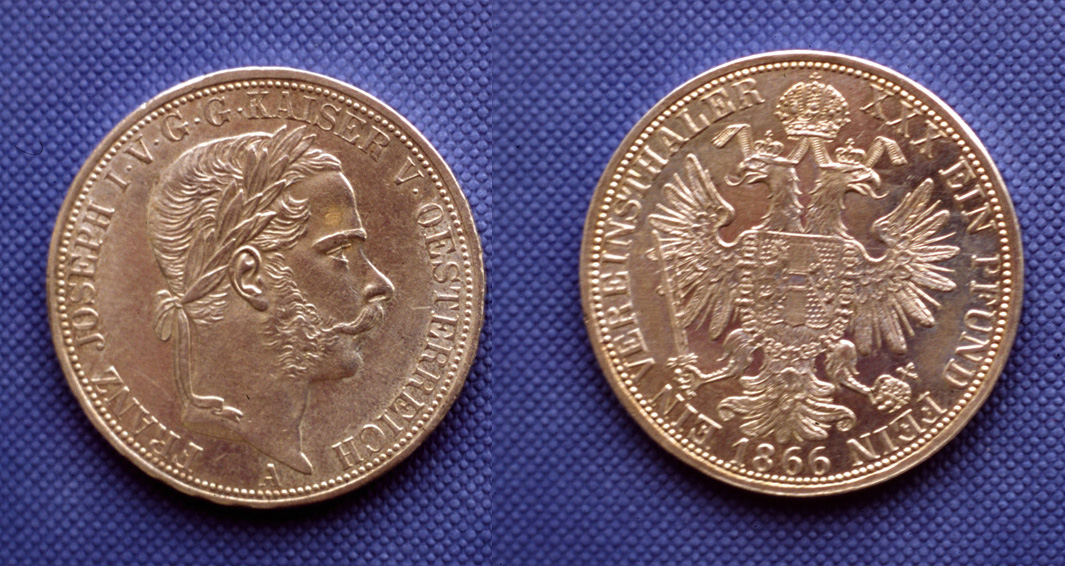
1 Vereinsthaler autrichien de 1866.

En 1833, un début d'harmonisation sur les unités de poids a lieu entre différents États membres. L'unité choisie est la Zollpfund qui fait 500 g. 
Le quintal hesse-badois prend alors la valeur de 50 kg, soit cent fois l'unité de base.
Au début ces unités de l'union ne sont utilisées que pour le transit entre États, ce n'est qu'en 1858 que certains États commencent à les utiliser dans le commerce intérieur, cette tendance s'étendant progressivement. Seule la Bavière reste cramponnée à son ancien système de mesure avec une livre de 560 g jusqu'en 1871.
L'influence des unités du Zollverein ne doit toutefois pas être surévaluée, leur diversité reste grande jusqu'à la formation de la confédération d'Allemagne du Nord,.
Au niveau des devises, deux systèmes monétaire prédominent dans la Confédération germanique, dans le sud c'est le gulden (florin), au nord du Main le taler. Mais, depuis 1754, il existe une unité commune, le konventionstaler, qui reste la première tentative d'harmonisation des monnaies dans la Confédération germanique. Les villes hanséatiques utilisent quant à elles le mark (en)[réf. nécessaire]. Dans les années 1820, la Prusse rejoint le système basé sur le taler. Le Zollverein incite à plus d'harmonisation en faveur du taler prussien, à partir de 1834. Cet objectif n'est certes que partiellement atteint, mais les traités d'équivalence monétaires permettent une relative unité du système monétaire.
Le traité monétaire munichois du 25 août 1837 tente de régler les désordres monétaires de l'époque. Le pied de la monnaie courante est fixé à 24,5 florins et sert de base aux autres monnaies. Les pièces sont harmonisées en Bavière, Wurtemberg, Bade, Nassau, Schwarzburg-Rudolstadt ainsi que dans d'autres plus petits États.
Cette décision suit le retrait des demi et quart de Taler, jugés de trop faible valeur à cause des dévaluations successives.
Le Kreuzer est fixé à un taux de : 60 Kreuzer pour 1 florin. Le Kronentaler (de), continue d'avoir cours malgré le fait qu'il ne soit pas un multiple du florin, il vaut environ 162 Kreuzer.
Le traité monétaire de Dresde du 30 juillet 1838 permet de créer une équivalence entre le système du sud et celui du nord : le pied de 24,5 florins du sud a pour valeur un pied de 14 Taler.
Le taux de change officiel partout est alors de 2 Taler = 3,5 florins. Cette décision entre en application dans tous les États membres le 1er janvier 1841,.
Le traité monétaire de Vienne du 24 janvier 1857, le pied de 14 pour le Taler fondé sur le système d'unités du marc est remplacé par un pied de 30 avec le système d'unités de la livre (Zollpfund).
On parle alors de Vereinsthaler simple et double, ils ont cours jusqu'en 1907 en Allemagne avec un taux de change à 3 marks par Taler. Le taler devient la monnaie de prédilection dans l'union. À partir de 1857, dans presque toute l'Allemagne et l'Autriche les cours d'équivalence sont : 2 talers = 3,5 florins sud-allemands = 3 florins autrichiens. Le Luxembourg et le Liechtenstein (seulement pour le taler simple à partir de 1862) entrent provisoirement dans l'union monétaire.
En outre, des pièces d'or sont introduites, qui ne sont toutefois pas apparentées avec les futurs Goldmark (mark-or) en 1871. Les accords avec l'Autriche ne durent toutefois pas longtemps, le pays ne réussissant pas à lutter contre son inflation. Celle-ci étant amplifiée par l’impression de monnaie papier.
Pour résumer, un bloc taler-florin fondé sur l'argent métal pour la monnaie est constitué grâce à l'union douanière. L'impression de billets de banque n'est par contre pas centralisée et reste de la responsabilité des États. En Prusse par exemple, c'est la Banque royale de Prusse, semi-étatique, qui en est responsable. Dans la pratique, les billets de banque prussiens dominent. L'impression de billets non-convertibles a d'ailleurs été interdite par le Zollverein. Richard H. Tilly défend que le Zollverein a accéléré de manière importante l'intégration monétaire allemande,.

#### Impact sur la fiscalité
Les conséquences du Zollverein sur la fiscalité sont globalement positives. 
Les recettes augmentent, principalement à cause des taxes sur les produits coloniaux qui représentent en 1835 55 % des rentrées d'argent de l'union.
Globalement, les recettes dues aux taxes de douane passent de 14,5 millions de Taler en 1834 à 27 millions en 1844. Cette croissance est nettement supérieure à celle de la population sur la même période.
État par État, il faut nuancer ce constat. La Prusse est tout d'abord perdante avec le nouveau système, ses ressources diminuent de 25 %.
Par la suite, la croissance permet en 1838 de retrouver le niveau antérieur.
Cependant, elle représente une exception, les autres États profitant dès le départ de la hausse des recettes.
La Bavière par exemple double ses revenus dès la première année, cela représente 22 millions de florins de profit sur les dix premières années.
Pour les petits États de Thuringe, cela représente sur la même période 4 millions de florins.
La Prusse renonce plusieurs fois à une partie de ses revenus au profit des autres États membres. Ces concessions financières permettent de renforcer son pouvoir politique,.

### Aspect politique
Les tarifs douaniers ne sont pas qu'une question économique : dès les premières négociations interétatiques l'aspect politique a une part prépondérante. 

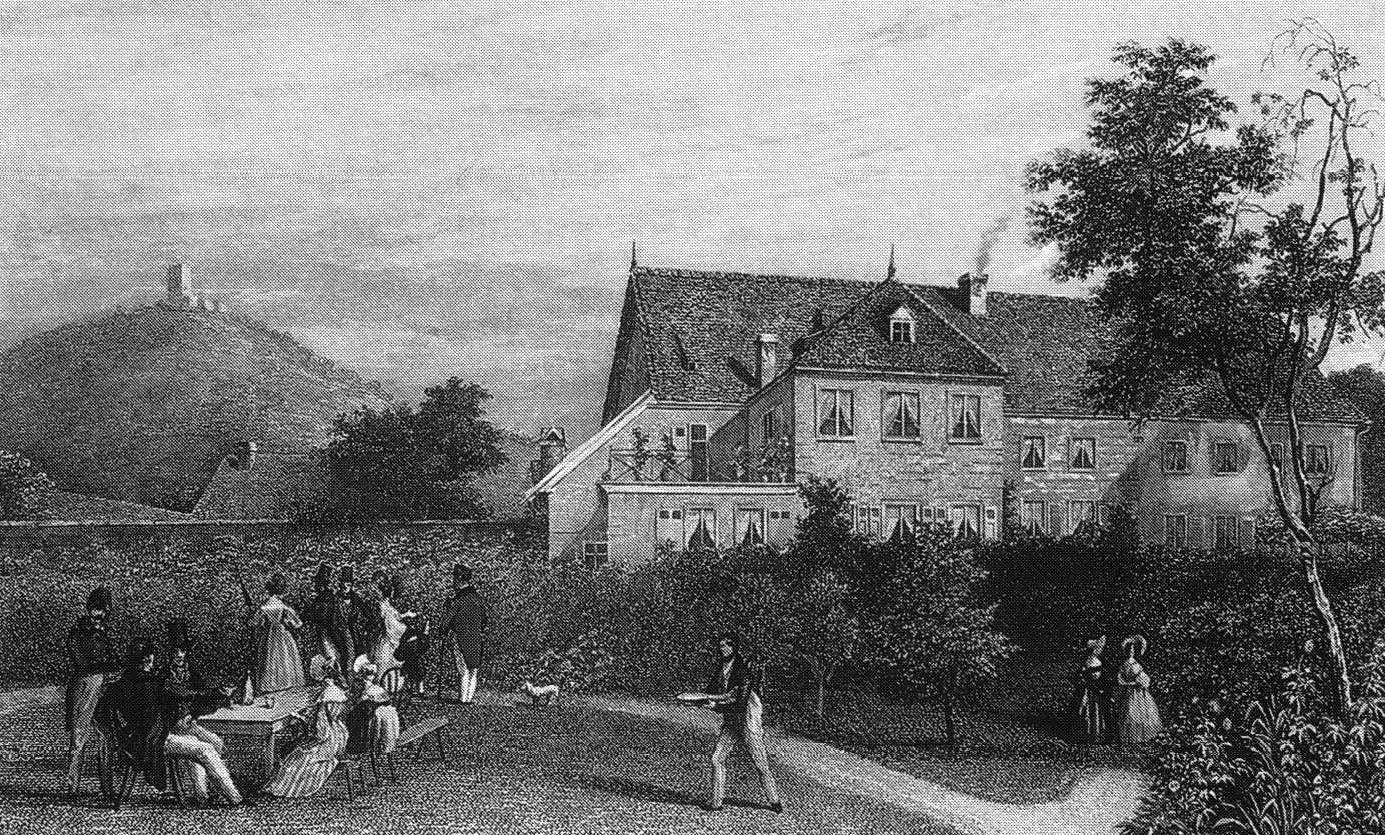
Lors de la réunion d'Heppenheim, les libéraux discutent du Zollverein comme d'une base pour l'unité allemande, l'image représente l'auberge Zum halben Monde où a lieu la conférence

Après la formation de l'Empire allemand en 1871, les historiens tel Heinrich von Treitschke voient dans l'union douanière le moteur de l'unification[citation nécessaire]. Il est vraisemblable que, lors de la formation de l'union douanière, les dirigeants prussiens et allemands en général ne l'aient absolument pas prévu. 
L'idée de l'utilisation de l'union comme d'un tremplin vers l'unité vient des nationaux-libéraux allemands. 
Ainsi, dès 1840, Hoffmann von Fallersleben fait une comparaison entre les effets économiques de l'union douanière et de la Confédération germanique, le tout sur un ton ironique. Dans la chanson « Der Deutsche Zollverein » Hoffmann von Fallersleben écrit que les biens échangés au sein de la Zollverein ont apporté énormément à l'esprit patriotique allemand.
David Hansemann réclame, devant le parlement provincial de Rhénanie, la création d'une représentation nationale sur les bases des congrès du Zollverein.
En 1847, lors de la réunion d'Heppenheim, Hansemann et Mathys élaborent un programme politique cherchant à utiliser l'unité économique et les liens politiques formés par l'union douanière afin de créer un parlement et un pouvoir exécutif de l'« union douanière » afin de contourner les institutions de la Confédération germanique et de créer une base pour un pouvoir constitutionnel pour l'ensemble de l'Allemagne,,.
Ce n'est toutefois pas la voie que prend la révolution de Mars 1848, quand elle appelle à la formation du Parlement de Francfort.
Parmi les contemporains, beaucoup sont conscients de la dimension politique de l'union douanière dès le départ, parmi eux le ministre des finances prussien Motz, un des principaux investigateurs de l'union.
En 1829, il pense que le Zollverein peut être l'outil pour imposer la formation d'une petite Allemagne sous domination prussienne.
Il écrit : « Si la science politique dit vrai, en déclarant que les barrières douanières sont les conséquences des divergences politiques entre États, il doit être par conséquent également vrai, que la formation d'une union douanière et commerciale conduit également à l'unification dans un même système politique, ». 
Le ministre des affaires étrangères autrichien Metternich reconnaît également rapidement le danger pour la monarchie autrichienne que constitue le Zollverein. Il le considère comme « une petite confédération à part, qui va petit à petit commencer à mettre au premier plan la poursuite de ses propres buts avec ses moyens, ».
La menace qu'il fait peser sur le statu quo dans la Confédération germanique, censée être sous domination autrichienne, fait dire à Metternich en 1833 que l'union est « au plus haut point désavantageuse et une entité nouvelle qui n'augure rien de bon, ».
Afin de désamorcer la situation, il tente de faire entrer l'Autriche dans l'union,,.
Toutefois l'homme d'État autrichien, malgré le soutien de son ministre du commerce et des industriels, ne parvient pas à convaincre l'Autriche, traditionnellement très protectionniste  et par conséquent méfiante vis-à-vis du libre-échange, de la nécessité du changement. Et ceci malgré le fait que de nombreux contemporains comprennent que la formation du Zollverein renforce politiquement la Prusse.
Il convient cependant de nuancer, voir le Zollverein seulement comme un moyen de marquer sa domination sur l'Allemagne par la Prusse est très simplifié. L'entrée des autres États membres est surtout motivée par des raisons fiscales et économiques.
L'union permet en effet aux petits États, qui sont pour la plupart très endettés, de commercer sur un territoire beaucoup plus grand. Ceci ajouté à la réduction des coûts administratifs et à la hausse des recettes constituent, sur lesquelles les souverains ne doivent pas rendre de compte, les convainc définitivement.
L'union douanière a pour effet secondaire de réduire l'influences des parlements existants, qui comme la seconde chambre du grand-duché de Bade ou la chambre des représentants bavaroise ont un pouvoir de contrôle sur les impôts mais pas sur les recettes douanières.
Dans certains États, le Zollverein est intégré uniquement afin d'éviter au souverain de devoir mettre en place une constitution. En Prusse par exemple, les ressources financières générées par l'union arrivant directement au gouvernement, les lois sur le contrôle parlementaire peuvent être contournées. 
La loi prussienne de 1820 prévoit en effet que pour lever un emprunt le roi a besoin du vote d'une représentation nationale, grâce aux recettes douanières il peut éviter de le faire jusqu'en 1847 et la convocation du parlement uni prussien,.
À moyen terme, le Zollverein compense dans l'opinion publique la perte de l'unité nationale et sert ainsi d'instrument de l'intégration nationale.
Les intérêts économiques de l'époque coïncident parfaitement avec ceux de la couronne prussienne.
Il y a parfois néanmoins des volontés d'étendre l'union à l'Autriche, comme celle de List qui veut une union grande-allemande ou Georg Waitz, qui au parlement de Francfort voit dans l'union douanière avec l'Autriche les bases d'une domination sur l'Europe
.
Dans l'opinion des libéraux, après le scepticisme initial, surtout dans le sud de l'Allemagne à cause de la domination prussienne qu'elle implique, le Zollverein est perçu globalement comme une chose positive.
À l'inverse de la Confédération germanique qui est associée à la Restauration et à la répression, le Zollverein est vu comme un élément dynamique et constructif dans le processus de changement sociétal en cours.
Dans les années 1850, avec l'entrée de Hanovre et Brunswick dans l'union, associée à la signature d'un accord commercial avec l'Autriche, la solution grande-allemande semble encore réalisable aussi bien sur le plan économique que politique.
L'année 1864 voit cette solution s'éloigner, la Prusse menaçant de sortir de l'union si elle ne prend pas une direction plus libérale.
Durant ces nouvelles négociations, le gouvernement prussien utilise les désaccords pour servir ses vues hégémoniques sur l'Allemagne. En 1865, l'Autriche est d'un point de vue douanier de nouveau un pays complètement étranger à l'Allemagne.

### Le Zollverein entre 1866 et 1871

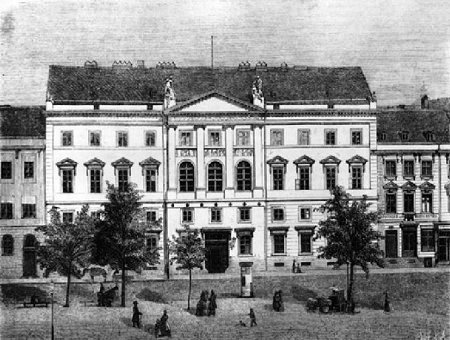
Palais Hardenberg à Berlin, siège successivement de la chambre des représentants de Prusse, du Reichstag de la confédération d'Allemagne du Nord et du Zollparlament

La création de la confédération d'Allemagne du Nord a de nombreuses conséquences pour le Zollverein. 
En premier lieu, de par sa constitution elle ne forme qu'un seul membre au sein de l'union douanière. Ce simple fait impose une réorganisation, qui a lieu en juin 1867 lors de la conférence annuelle de l'union.
Le nouveau contrat est signé le 8 juillet 1867 et entre en fonction le 1er janvier 1868.
Ce contrat anticipe le fonctionnement d'une politique douanière et commerciale dans un État fédéral. Il dispose d'une institution fédérale tout d'abord, qui est par la suite transmise à l'Empire allemand.
Un parlement du Zollverein est constitué, il a deux chambres : le Zoll-Bundesrat et le Zollparlament.
Le processus de décision est désormais à la majorité, le droit de véto disparaît et les décisions qui y sont prises lient les États membres directement.
Le dirigeant de l'union est le Zollpräsidium, fonction confiée au roi de Prusse. Il a pour rôle de préparer les traités commerciaux et de contrôler l'application des décisions prises.
La structure adoptée montre à quel point l'union douanière et la confédération sont entremêlées. Le Zollbundesrat représentant les États membres n'est autre que Bundesrat de la confédération auquel sont ajoutés les représentants des États du sud de l'Allemagne.
Le Zollparlement est élu, tout comme celui de la confédération, au suffrage universel direct.
Sur le même principe que le Bundesrat, le premier parlement de l'union a pour membres ceux du parlement de la confédération de l'Allemagne du Nord plus des membres élus dans les États du sud.
Le parlement de l'union se réunit 3 fois entre 1868 et 1870. Les bases d'une unité économique y sont posées, elles sont par la suite directement reprises par l'Empire allemand. 
Cette nouvelle organisation désignée par le terme « seconde Zollverein » est complétée par les territoires nouvellement conquis du Schleswig-Holstein, du Mecklenburg-Schwerin et du Mecklenburg-Strelitz.
Durant cette période, l'harmonisation des droits de douanes est achevée, les exceptions qu'étaient les monopoles sur le sel sont annulées en 1867, celles concernant les barrières douanières sur les rives du Rhin en 1868.

## De l'union douanière au domaine douanier
La constitution de l'Empire allemand de 1871 prévoit que le nouvel État ait un domaine douanier et commercial unique, même si Hambourg et Brême conservent leur port-libre jusqu'en 1888 et donc restent en dehors du domaine douanier impérial.
Les contrats signés du temps du Zollverein restent en application, mais leur application est désormais du ressort de l'Empire.
Il doit ainsi prélever les taxes de douane aux frontières.
Au départ, la politique économique est conduite par la chancellerie, par la suite un nouveau portefeuille est créé.
Les fonctions législatives sont elles reprises par le Reichstag. Le Zollverein devient donc superflu.
Une de ses reliques est le traité unissant le domaine douanier au Luxembourg, qui n'est aboli que lors du traité de Versailles en 1919.

## Historiographie

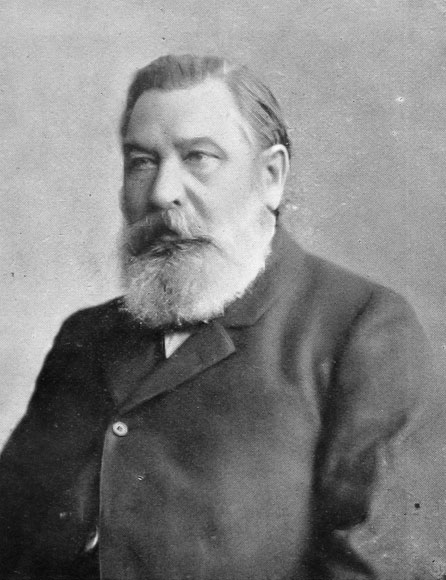
Heinrich von Treitschke

Carte de 1926, voyant dans la Zollverein un facteur clé dans l'unification allemande

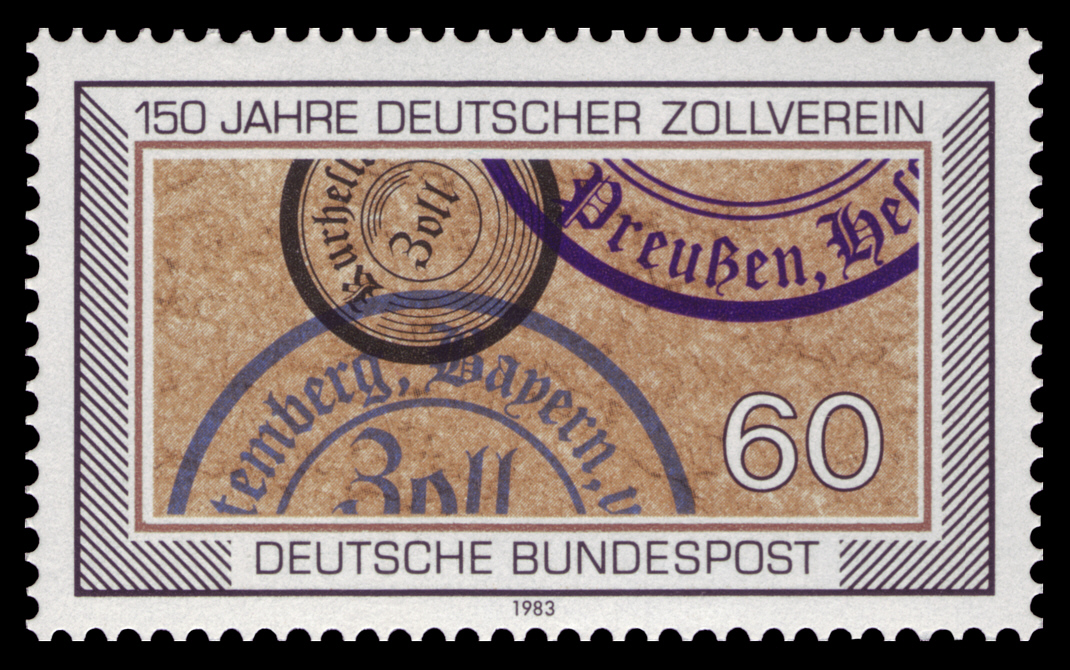
Timbre pour les 150 ans de la Zollverein en 1983

Après l'unification le Zollverein est décrit comme un cadeau de la Prusse pour le bien de l'Allemagne. 
Treitschke reprend ainsi à son compte l'argumentaire pro-union de l'opposition libérale des années 1840, mais cette fois-ci pour défendre le conservatisme.
Le Zollverein et la Confédération germanique forment selon-lui « deux institutions communes aux Allemands : une basée à Francfort est celle des semblants, l'autre basée à Berlin est celle du vrai travail,. »
Gustav Schmoller rend également hommage à la Prusse pour la formation de l'union, mais en il se focalise davantage sur la question industrielle que sur la question de l'unité nationale.
Cette vision du Zollverein est majoritaire jusque dans les années 1970.
Wilhelm Treue considère ainsi que la politique économique prussienne est le facteur déterminant dans l'industrialisation allemande.
Un peu comme Schmollet et Wilhelm Roscher, il voit l'union douanière comme un élément nécessaire à cette transformation de l'économie et considère sa création comme « l'événement le plus important dans l'histoire allemande » entre 1815 et 1866,
,.
L'historiographie allemande a longtemps été influencée par les thèses historicistes, et il a fallu beaucoup de temps pour que de nouvelles méthodes et manières de penser, venues de l'étranger, s'imposent.
Un pionnier est William Otto Henderson, qui écrit un essai novateur en 1939, où il prend plus de recul par rapport aux événements et tente de mieux faire la part des choses,,.
Pour des raisons idéologiques, les nouvelles recherches menée en Allemagne de l'Est, remettent en cause les idées établies sur le Zollverein.
Ainsi, Karl Obermann considère dans les années 1980 que le Zollverein est une concession économique de la noblesse réactionnaire à la bourgeoisie pour renforcer son propre pouvoir.
Dans les recherches en Allemagne de l'Ouest, les interprétations traditionnelles sont certes remises en cause mais de manière plus ponctuelle. Il faudra attendre les années 1970 pour voir paraître des analyses complètes sur la question.
L'intégration européenne fait renaître le débat politique entre les partisans de la Communauté économique européenne et ceux de l'Association européenne de libre-échange.
Les deux camps tentent de légitimer leurs positions en se référant à l'union douanière allemande.
Les défenseurs de la CEE argumentent que l'union douanière a contribué à l'unification politique allemande, mais les partisans du libre-échange mettent en lumière le fait que le libéralisme économique de la Zollverein a permis à l'Allemagne de s'intégrer dans l'économie mondiale.
Wolfram Fischer prend part au débat et voit dans l'union douanière allemande le modèle historique de la CEE.
Ses recherches de l'époque montrent l'importance de la politique fiscale dans l'union, ce qui contredit les thèses de Treitschke, qui y voyait un système aux visions à long terme. L'union est selon lui plutôt un système construit pour pallier les besoins les plus urgents.
Depuis lors, la complexité des processus économiques en œuvre dans l'union douanière est étudiée, avec notamment l'étude de leurs interactions. On peut citer les écrits de Hans-Werner Hahn ou de  Rolf H. Dumke. Les différentes publications sont d'accord sur le point que le Zollverein poursuivait différents buts en même temps. L'opinion dominante est que la création de la zone semble être moins due à l'envie de mener une politique favorable au développement de l'industrie, qu'aux gains fiscaux et en matière de pouvoir qu'elle devait générer. Cela ne contredit en rien le fait que l'union a très certainement contribué au développement de l'industrie. Dans cette perspective, le Zollverein est perçu maintenant comme un des facteurs mais peut-être pas le plus important d'ailleurs, qui a permis à l'Allemagne de rattraper son retard en matière de développement par rapport à la Grande-Bretagne.

### De l'époque
- (de) Ludwig Aegidi (de), Alfred Klauhold (de): Die Krisis des Zollvereins urkundlich dargestellt. Beilage zu dem Staatsarchiv. Meissner, Hambourg 1862.
- (de) Alfred Bienengräber, Statistik des Verkehrs und Verbrauchs im Zollverein für die Jahre 1842 - 1864. Nach den veröffentlichten amtlichen Kommerzial-Übersichten etc., Berlin, Duncker, 1868 (lire en ligne)
- (de) Johannes Falke, Die Geschichte des deutschen Zollwesens. Von seiner Entstehung bis zum Abschluß des deutschen Zollvereins., Leipzig, Veit, 1869 (lire en ligne)
- (de) Hermann von Festenberg-Packisch, Geschichte des Zollvereins mit besonderer Berücksichtigung der staatlichen Entwickelung Deutschlands, Leipzig, Brockhaus, 1869 (lire en ligne)
- (de) Gustav Höfken (de), Der deutsche Zollverein in seiner Fortbildung, Stuttgart und Tübingen, Cotta, 1842 (lire en ligne)
- Statistische Uebersichten über Waaren-Verkehr und Zoll-Ertrag im Deutschen Zoll-Vereine. rassemblé par le Central-Bureau des Zoll-Vereins d'après les déclarations des États membres. Berlin 1842–1859.
- (de) Konrad Sturmhoefel (de), Der deutsche Zollverein. Ein geschichtlicher Rückblick., Berlin, Verlag für Sprach- und Handelswissenschaft, 1906
- (de) Georg von Viehbahn, Statistik des zollvereinten und nördlichen Deutschland, t. 3, Berlin, 1858–1868 (lire en ligne)
- (de) Wilhelm Weber, Der deutsche Zollverein. Geschichte seiner Entstehung und Entwicklung, Leipzig, Veit & Comp, 1869 (lire en ligne)
- [Archives diplomatiques 1862] « Traités du Zollverein », Archives diplomatiques, 1re série, vol. 2e année, t. IV,‎ 4e trimestre 1862, p. 215-305 (lire en ligne  [PDF]).
- « Traités de la France avec la Prusse et les États du Zollverein du 2 août 1862 : suivis des pièces relatives à la négociation de ces traités », Archives diplomatiques, 1re série, vol. 2e année, t. IV,‎ 4e trimestre 1862, p. 306-514 (lire en ligne  [PDF]).
- [Legoyt 1862] Alfred Legoyt, « Le Zollverein : résumé historique et statistique », Journal de la Société de statistique de Paris, vol. 3e année, no 7,‎ juillet 1862, p. 191-196 (lire en ligne  [PDF]).
- [Martens et Cussy 1849] Charles, baron de Martens et Ferdinand de Cornot, baron de Cussy, « Zollverein (association douanière et commerciale des États de l'Allemagne) », dans Recueil manuel et pratique de traités, conventions et autres actes diplomatiques : sur lesquels sont établis les relations et les rapports existant aujourd'hui entre les divers États souverains du globe, depuis l'année 1760 jusqu'à l'époque actuelle, t. V, Leipzig, F. A. Brockhaus, 1849, 1re éd. (lire en ligne), p. 224-272.

### Sources principales
- (de) Jürgen Angelow, Der Deutsche Bund, Darmstadt, Wiss. Buchgesellschaft, 2003, 171 p. (ISBN 3-534-15152-6), p. 60–67
- (de) Helmut Berding, « Die Reform des Zollwesens in Deutschland unter dem Einfluss der napoleonischen Herrschaft », Geschichte und Gesellschaft, no 4,‎ 1980, p. 523–537
- (de) Wolfram Fischer, Wirtschaft und Gesellschaft im Zeitalter der Industrialisierung : Aufsätze, Studien, Vorträge, Gœttingue, Vandenhoeck und Ruprecht, 1972, 548 p. (ISBN 3-525-35951-9), p. 110–138
- (de) Hans-Werner Hahn, Geschichte des Deutschen Zollvereins, Gœttingue, Vandenhoeck & Ruprecht, 1984, 214 p. (ISBN 3-525-33500-8)
- (de) Hans-Werner Hahn, Die industrielle Revolution in Deutschland, Munich, 2005, 164 p. (ISBN 3-486-57669-0)
- (de) Thomas Nipperdey, Deutsche Geschichte 1800–1866. Bürgerwelt und starker Staat., Munich, 1998, 2671 p. (ISBN 3-406-44038-X)
- (de) Richard H. Tilly, Vom Zollverein zum Industriestaat. Die wirtschaftlich-soziale Entwicklung Deutschlands 1834 bis 1914., Munich, DTV, 1990, 237 p. (ISBN 3-423-04506-X)
- (de) Heinrich von Treitschke, Die Gründung des Deutschen Zollvereins, Leipzig, 1913 (lire en ligne)
- (de) Hans-Ulrich Wehler, Deutsche Gesellschaftsgeschichte, t. 2, Munich, C. H. Beck, 1989, 914 p. (ISBN 3-406-32262-X, lire en ligne), « Von der Reformära bis zur industriellen und politischen Deutschen Doppelrevolution 1815–1845/49. »
- (de) Wolfgang Zorn (de) et Hermann Aubin (de) (dir.), Handbuch der deutschen Wirtschafts- und Sozialgeschichte, t. 2, Stuttgart, 1976, « Staatliche Wirtschafts- und Sozialpolitik und öffentliche Finanzen 1800–1970 », p. 148–197
- (de) Peter Burg, Der Wiener Kongreß, Der Deutsche Bund im europäischen Staatensystem, Munich, Deutscher Taschenbuch Verlag, coll. « Deutsche Geschichte der neuesten Zeit », 1984, 200 p. (ISBN 3-423-04501-9), p. 126-138
- (de) Manfred Görtemaker (de), Deutschland im 19. Jahrhundert., Opladen, Leske+Budrich, 1994 (ISBN 3-8100-1336-6), p. 166
- (de) Rudolf Renz et Gerhard Taddey, Lexikon der deutschen Geschichte., Stuttgart, Kröner Verlag, 1983, « Deutscher Zollverein »

### Sources pour approfondir
- (de) Dieter Langewiesche, Europa zwischen Revolution und Restauration 1815–1849, Munich, Oldenbourg Verlag, 1994

## Citations
1. ↑  « Dritte Deutschland »
2. ↑  « Steurverein »
3. ↑  « Zollvereinskonferenz »
4. ↑  « Zoll- und Handelsverein der Thüringischen Staaten »
5. ↑  « Zentral-Rechnungsbüro »
6. ↑  « enn es staatswissenschaftliche Wahrheit ist, dass Zölle nur die Folge politischer Trennung verschiedener Staaten sind, so muss die Wahrheit auch sein,
 dass Einigung dieser Staaten zu einem Zoll- und Handelsverband zugleich auch Einigung zu ein und demselben politischen System mit sich führt »
7. ↑  « kleine[n] Nebenbund, […] welcher nur zu bald sich daran gewöhnen wird, seine Zwecke mit seinen Mitteln in erster Linie zu verfolgen »
8. ↑  « höchst nachteilige unheildrohende Erscheinung »
9. ↑  « zwei Gemeinwesen [bestanden]: ein Deutschland des Scheines, das in Frankfurt, ein Deutschland der ehrlichen Arbeit, das in Berlin seinen Mittelpunkt fand. »
10. ↑  « bedeutendstes Ereignis in der deutschen Geschichte »